# Hugh Griffith
Hugh Emrys Griffith (Anglesey, 30 maggio 1912 – Londra, 14 maggio 1980) è stato un attore gallese.

## Biografia
Dopo il debutto teatrale nel 1939 e l'esordio nel 1940 sul grande schermo, Griffith trascorse sei anni con l'esercito in India e tornò al cinema solo nel 1948, riprendendo una carriera che lo avrebbe visto caratterista di successo per oltre trent'anni. Tra le sue prime incisive caratterizzazioni, da ricordare quella nella commedia nera Sangue blu (1949) e nei melodrammi Amarti è la mia dannazione (1948) e La volpe (1950).
Specializzatosi in ruoli di comprimario e in interpretazioni di personaggi di grande forza, esuberanza e spesso minacciosi, Griffith legò il suo nome a numerose produzioni internazionali di successo, come il kolossal Ben-Hur (1959) di William Wyler, che gli valse il premio Oscar al miglior attore non protagonista per l'interpretazione dell'astuto sceicco Ilderim, Tom Jones (1963) di Tony Richardson, nel quale interpretò magistralmente il rauco giudice Weston e Oliver! (1968) di Carol Reed.
Lavorò a più riprese in Italia, sotto la direzione di Pasquale Festa Campanile in La cintura di castità (1967), Pier Paolo Pasolini in I racconti di Canterbury (1972), in cui interpretò il grottesco Sir January, Roman Polański in Che? (1972). Malato da un anno, Griffith morì nel 1980 nella sua casa di Kensington, all'età di 67 anni.

## Premi e riconoscimenti
- 1960 - Oscar al miglior attore non protagonista per Ben-Hur (1959).
- 1964 - Candidatura all'Oscar al miglior attore non protagonista per Tom Jones (1963).

## Filmografia parziale

### Cinema
- Neutral Port, regia di Marcel Varnel (1940) (non accreditato)
- Silver Darlings, regia di Clarence Elder (1947)
- The Three Weird Sisters, regia di Daniel Birt (1948)
- Amarti è la mia dannazione (So Evil My Love), regia di Lewis Allen (1948)
- L'impossibile desiderio (The First Gentleman), regia di Alberto Cavalcanti (1948)
- London Belongs to Me, regia di Sidney Gilliat (1948)
- The Last Days of Dolwyn, regia di Emlyn Williams (1949)
- Sangue blu (Kind Hearts and Coronets), regia di Robert Hamer (1949)
- Dr. Morelle: The Case of the Missing Heiress, regia di Godfrey Grayson (1949)
- A Run for Your Money, regia di Charles Frend (1949)
- La volpe (Gone to Hearth), regia di Michael Powell ed Emeric Pressburger (1950)
- The Galloping Major, regia di Henry Cornelius (1951)
- Risate in paradiso (Laughter in Paradise), regia di Mario Zampi (1951)
- The Wild Heart (1952), versione rimontata de La volpe
- The Titfield Thunderbolt, regia di Charles Crichton (1953)
- Il masnadiero (The Beggar's Opera), regia di Peter Brook (1953)
- Il forestiero (The Million Pound Note), regia di Ronald Neame (1954) (non accreditato)
- La tigre nell'ombra (The Sleeping Tiger), regia di Joseph Losey (1954)
- Il cargo della violenza (Passage Home), regia di Roy Ward Baker (1955)
- The Good Companions, regia di J. Lee Thompson (1957)
- Lucky Jim, regia di John Boulting (1957)
- Ben-Hur, regia di William Wyler (1959)
- Inchiesta in prima pagina (The Story on Page One), regia di Clifford Odets (1959)
- Furto alla banca d'Inghilterra (The Day They Robbed the Bank of England), regia di John Guillermin (1960)
- Exodus, regia di Otto Preminger (1960)
- Il falso traditore (The Counterfeit Traitor), regia di George Seaton (1962)
- L'ispettore (The Inspector), regia di Philip Dunne (1962)
- L'anno crudele (Term of Trial), regia di Peter Glenville (1962)
- Gli ammutinati del Bounty (Mutiny on the Bounty), regia di Lewis Milestone (1962)
- Tom Jones, regia di Tony Richardson (1963)
- Hide and Seek, regia di Cy Endfield (1963)
- The Bargee, regia di Duncan Wood (1964)
- Le avventure e gli amori di Moll Flanders (The Amorous Adventures of Moll Flanders), regia di Terence Young (1965)
- Il marito è mio e l'ammazzo quando mi pare, regia di Pasquale Festa Campanile (1966)
- Il papavero è anche un fiore (Poppies Are Also Flowers), regia di Terence Young (1966)
- Come rubare un milione di dollari e vivere felici (How to Steal a Million), regia di William Wyler (1966)
- Brown Eye, Evil Eye, regia di Robert Angus (1967)
- Oh Dad, Poor Dad, Mamma's Hung You in the Closet and I'm Feelin' So Sad, regia di Richard Quine (1967)
- Il marinaio del Gibilterra (The Sailor from Gibraltar), regia di Tony Richardson (1967)
- La cintura di castità, regia di Pasquale Festa Campanile (1967)
- Oliver!, regia di Carol Reed (1968)
- L'uomo di Kiev (The Fixer), regia di John Frankenheimer (1968)
- Fate la rivoluzione senza di noi (Start the Revolution Without Me), regia di Bud Yorkin (1970)
- Cime tempestose (Wuthering Heights), regia di Robert Fuest (1970)
- Satana in corpo (Cry of the Banshee), regia di Gordon Hessler (1970)
- L'abominevole dottor Phibes (The Abominable Dr. Phibes), regia di Robert Fuest (1971)
- Chi giace nella culla della zia Ruth? (Whoever Slew Auntie Roo?), regia di Curtis Harrington (1972)
- I racconti di Canterbury, regia di Pier Paolo Pasolini (1972)
- Frustrazione (Dr. Phibes Rises Again), regia di Robert Fuest (1972)
- Che?, regia di Roman Polański (1972)
- Crescete e moltiplicatevi, regia di Giulio Petroni (1973)
- Alfa e omega, il principio della fine (The Final Programme), regia di Robert Fuest (1973)
- Luther, regia di Guy Green (1974)
- Cugini carnali, regia di Sergio Martino (1974)
- Il buio macchiato di rosso (Craze), regia di Freddie Francis (1974)
- Take Me High, regia di David Askey (1974)
- Legend of the Werewolf, regia di Freddie Francis (1975)
- The Passover Plot, regia di Michael Campus (1976)
- Casanova & Company (Casanova & Co.), regia di Franz Antel (1977)
- Joseph Andrews, regia di Tony Richardson (1977)
- Io, Beau Geste e la legione straniera (The Last Remake of Beau Geste), regia di Marty Feldman (1977)
- Il cagnaccio dei Baskervilles (The Hound of the Baskervilles), regia di Paul Morissey (1978)
- Rapina in Berkeley Square (A Nightingale Sang in Berkeley Square), regia di Ralph Thomas (1979)

### Televisione
- Lights Out – serie TV, episodio 4x30 (1952)
- Quatermass II, regia di Rudolph Cartier – miniserie TV, 6 episodi (1955)
- Colonnello March (Colonel March of Scotland Yard) – serie TV, episodio 1x11 (1956)
- The DuPont Show of the Month – serie TV, episodio 3x07 (1960)
- ABC Stage 67 – serie TV, episodio 1x02 (1966)

## Doppiatori italiani
- Carlo Romano in Ben-Hur, Il falso traditore, Il papavero è anche un fiore, Come rubare un milione di dollari e vivere felici
- Lauro Gazzolo in Il masnadiero, Il cargo della violenza
- Sergio Fiorentini in Chi giace nella culla della zia Ruth?, Cugini carnali
- Giorgio Capecchi in Inchiesta in prima pagina, Tom Jones
- Emilio Cigoli ne L'anno crudele
- Gino Baghetti in Exodus
- Bruno Persa in Gli ammutinati del Bounty
- Renato Turi in Le avventure e gli amori di Moll Flanders
- Corrado Gaipa ne L'uomo di Kiev
- Mario Milita in La volpe (ridoppiaggio)[4]